# Karol Brehovský
Karol Brehovský (1928 – srpen 2007, Bratislava) byl slovenský fotbalista, útočník.

## Fotbalová kariéra
V lize hrál za Slovan Bratislava. Se Slovanem získal v roce 1955 mistrovský titul.

## Ligová bilance
| Ročník | Zápasy | Góly | Klub                  |
| ------ | ------ | ---- | --------------------- |
| 1954   | 9      | 3    | Slovan Bratislava ÚNV |
| 1955   | 7      | 4    | Slovan Bratislava     |
| CELKEM | 16     | 7    |                       |